# Firth of Clyde
Der Firth of Clyde ist ein Meeresarm an der Westküste von Schottland, der durch die Halbinsel Kintyre vom Atlantik getrennt ist. Das englische Wort Firth bedeutet „Förde“ oder „Fjord“. Er liegt zwischen den Grafschaften Argyll und Ayrshire und ist an seinem äußeren Ende rund 42 km breit. Am inneren Ende zweigen der Loch Long und der Gare Loch ab. In dieser Region liegt auch Greenock mit der Tail of the Bank genannten Sandbank, wo der Fluss Clyde in den Firth of Clyde mündet. Der Fluss ist bei der Sandbank noch immer 3 km breit und die Gezeiten sind bis ins Stadtzentrum von Glasgow bemerkbar.

## Geografie

### Städte und Dörfer am Firth of Clyde
| - Ardrossan - Ayr - Barassie - Brodick - Campbeltown - Cardross - Carradale - Dumbarton - Dunoon - Fairlie | - Gourock - Greenock - Girvan - Helensburgh - Hunter’s Quay - Hunterston - Innellan - Inverkip - Irvine - Kilcreggan | - Kilmun - Kirn - Lamlash - Largs - Lochranza - Millport - Port Bannatyne - Portencross - Port Glasgow | - Prestwick - Rothesay - Saltcoats - Seamill - Skelmorlie - Skipness - Strone - Troon - Wemyss Bay - West Kilbride |

### Inseln im Firth of Clyde
| - Ailsa Craig - Arran - Burnt Islands - Bute - Davaar - Eilean Dearg - Eilean Dubh | - Glunimore Island - Great Cumbrae - Holy Island (Holy Isle) - Horse Isle - Inchmarnock - Lady Isle | - Little Cumbrae - Pladda - Sanda Island - Sgat Mór und Sgat Beag - Sheep Island - The Eileans |

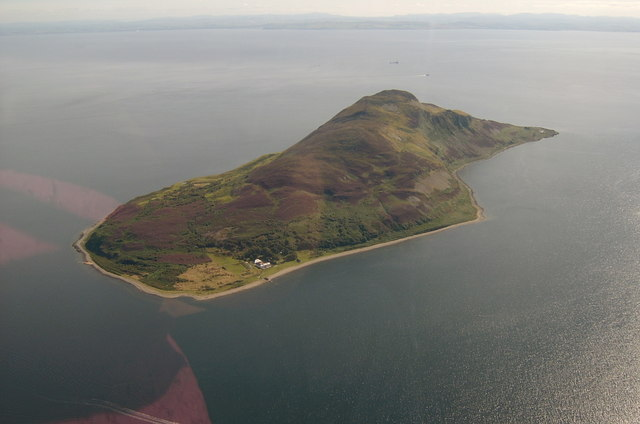
Holy Island

Arran, Bute, Great Cumbrae, Inchmarnock, Holy Island sind bewohnt und durch Fähren mit dem Festland verbunden. Little Cumbrae und Sanda sind ebenfalls bewohnt, besitzen aber keine Fährverbindung. Die übrigen Inseln sind unbewohnt.
Die meisten dieser Inseln bildeten die traditionelle Grafschaft Bute. Heute sind sie etwa zu gleichen Teilen auf die Unitary Authorities Argyll and Bute und North Ayrshire verteilt. Die Inseln Alisa Craig und Lady Isle gehören hingegen zu South Ayrshire.

### Abzweigende Meeresarme
| - Gare Loch - Loch Long - Loch Goil - Holy Loch - Loch Striven | - Kyles of Bute - Loch Fyne - Loch Gilp - Campbeltown Loch |

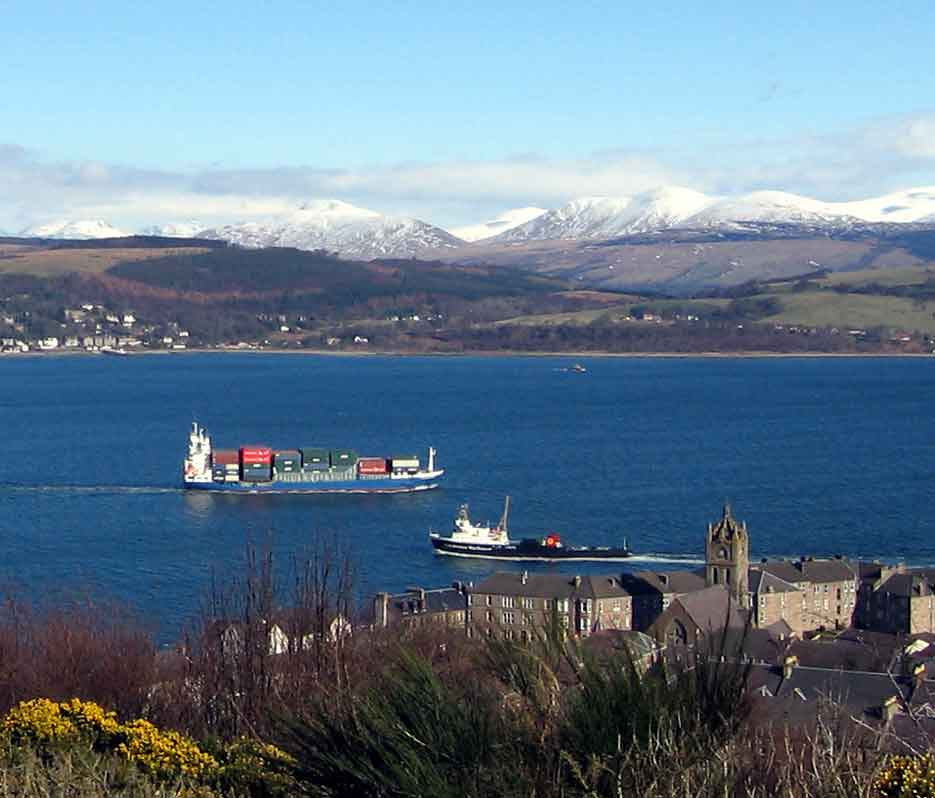
Containerschiff und Fähre bei Gourock
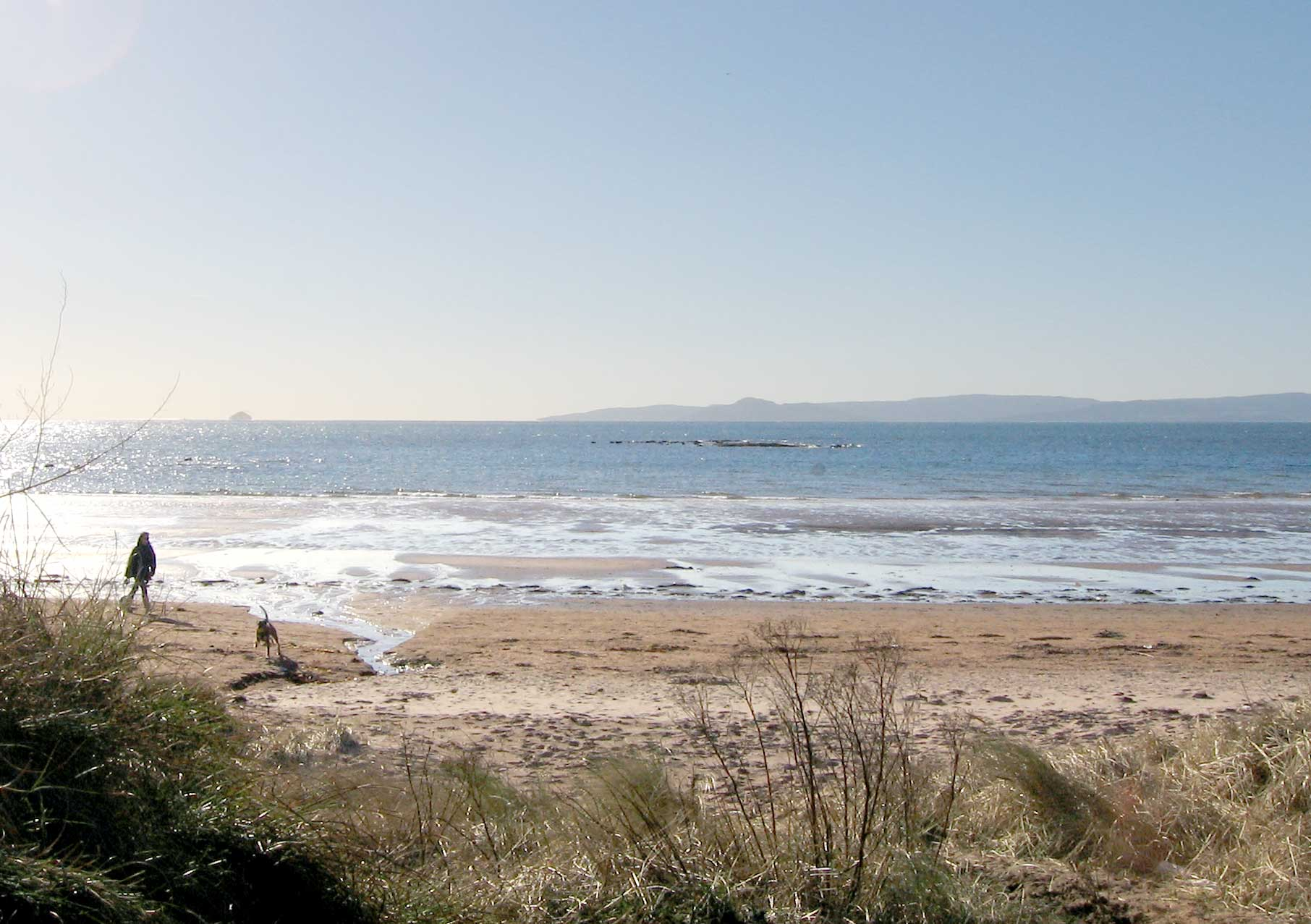
Blick von Seamill-Strand hinüber nach Arran (rechts) und Ailsa Craig (links)
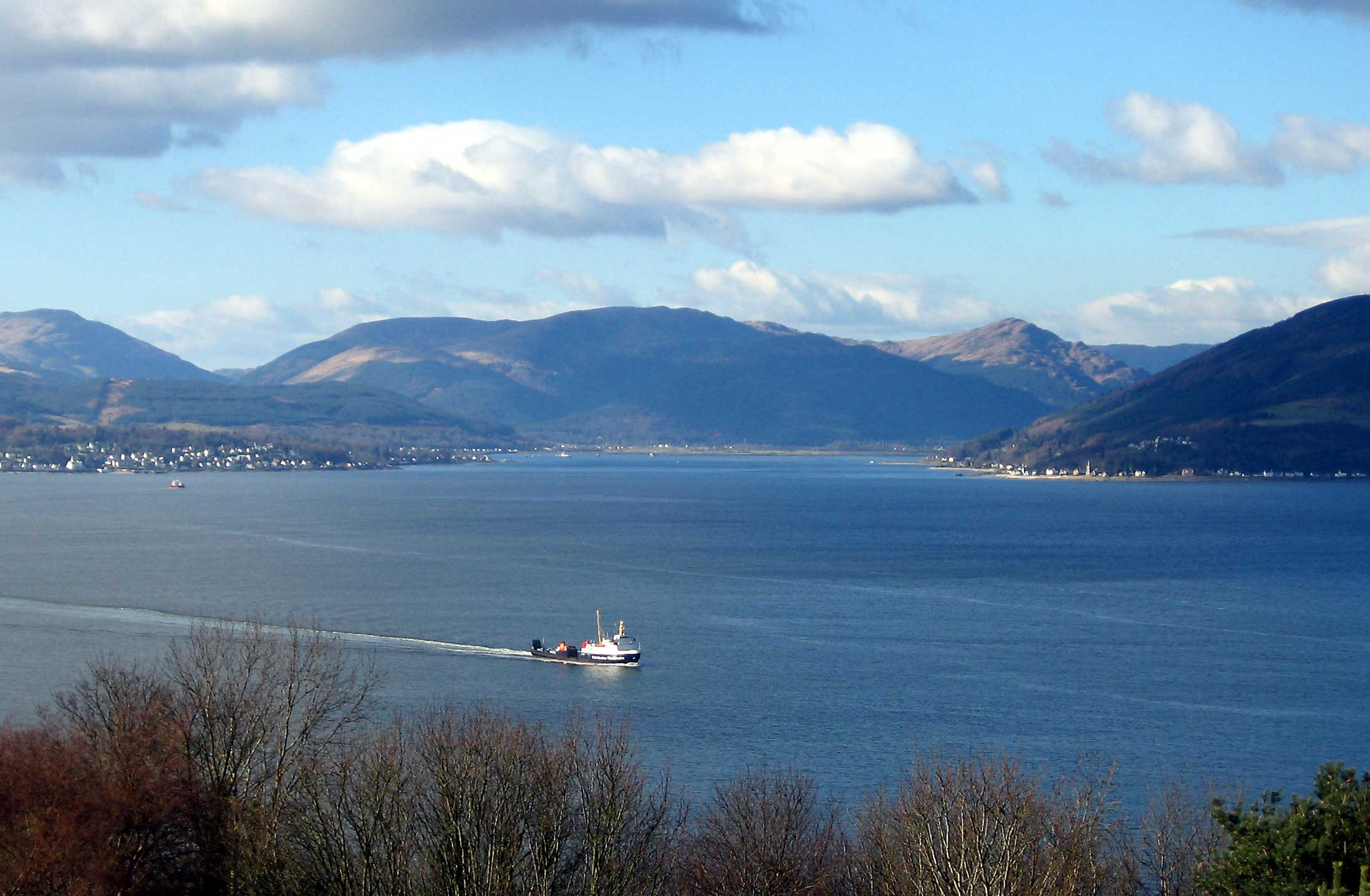
Blick über den Firth of Clyde zum Holy Loch
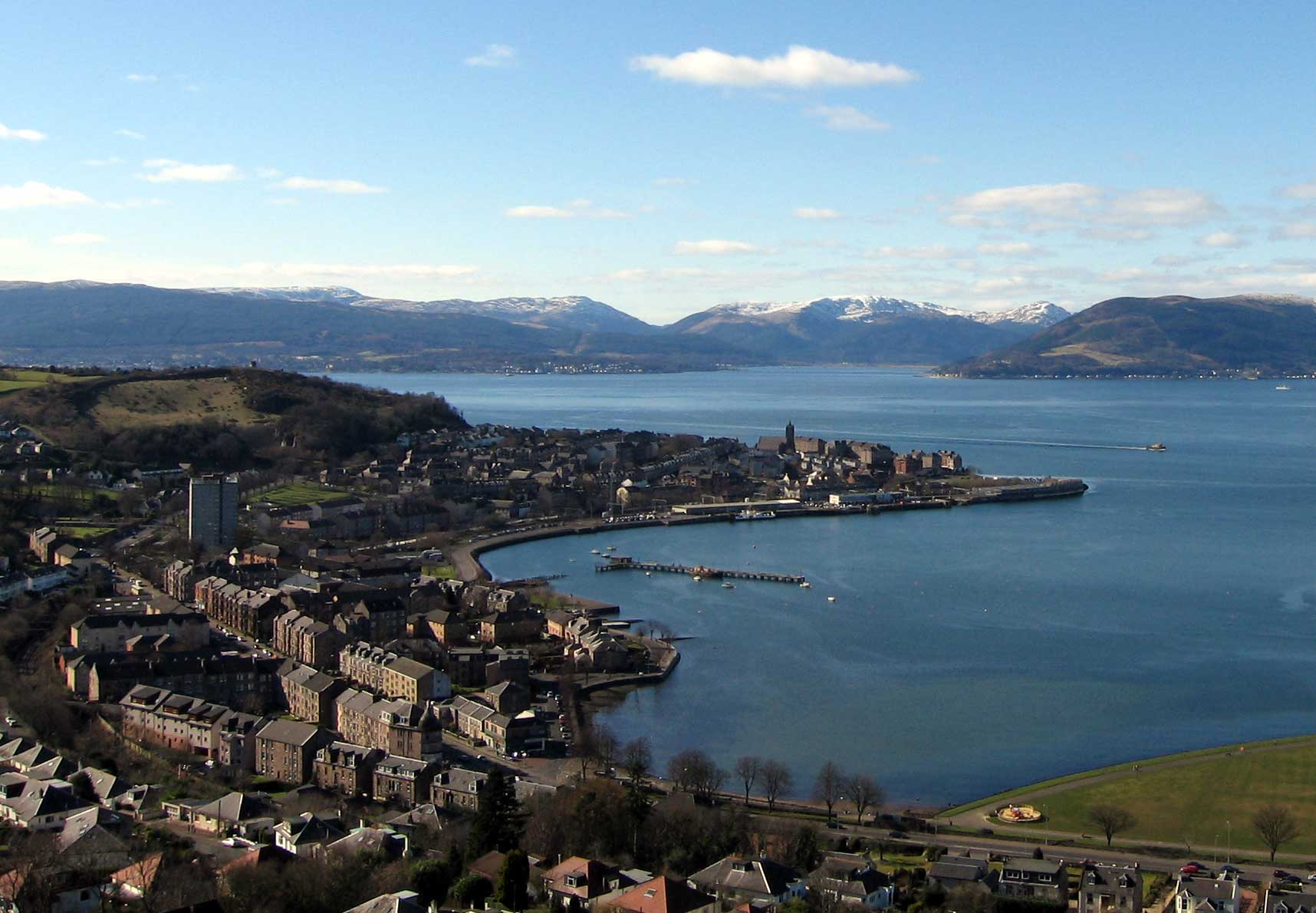
Blick auf den Hafen von Gourock
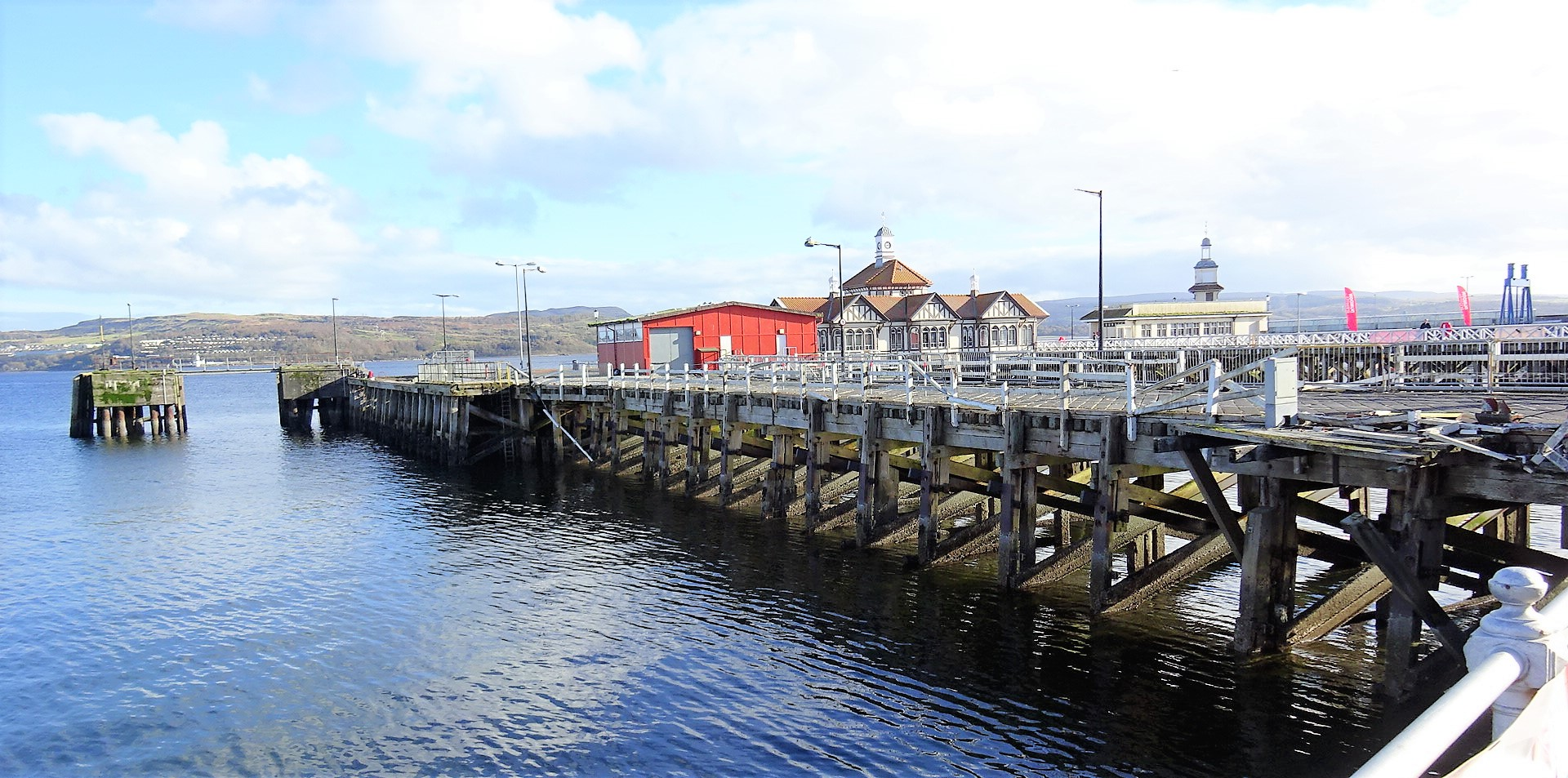
Dunoon Pier
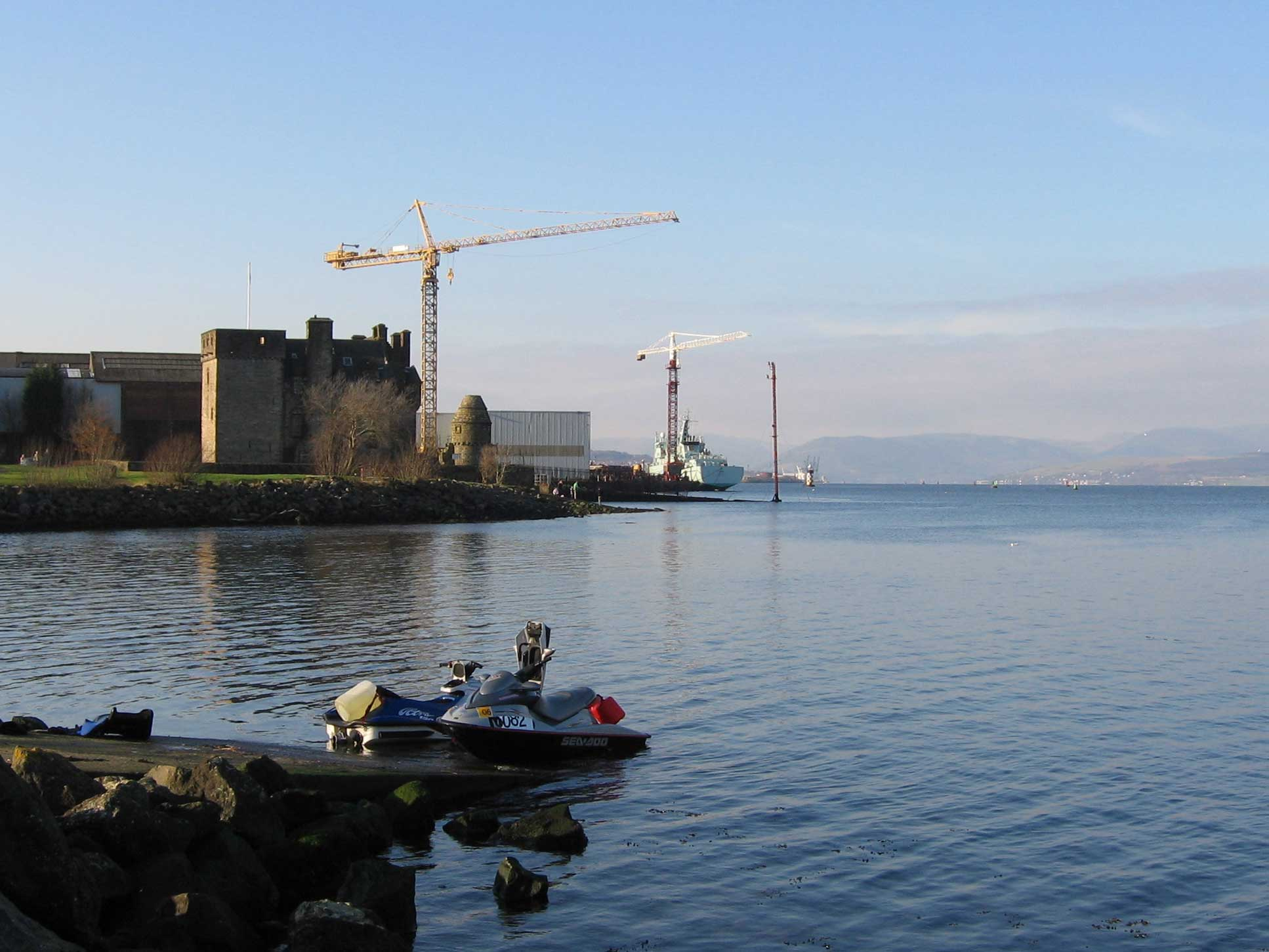
Schiffswerft bei Newark Castle
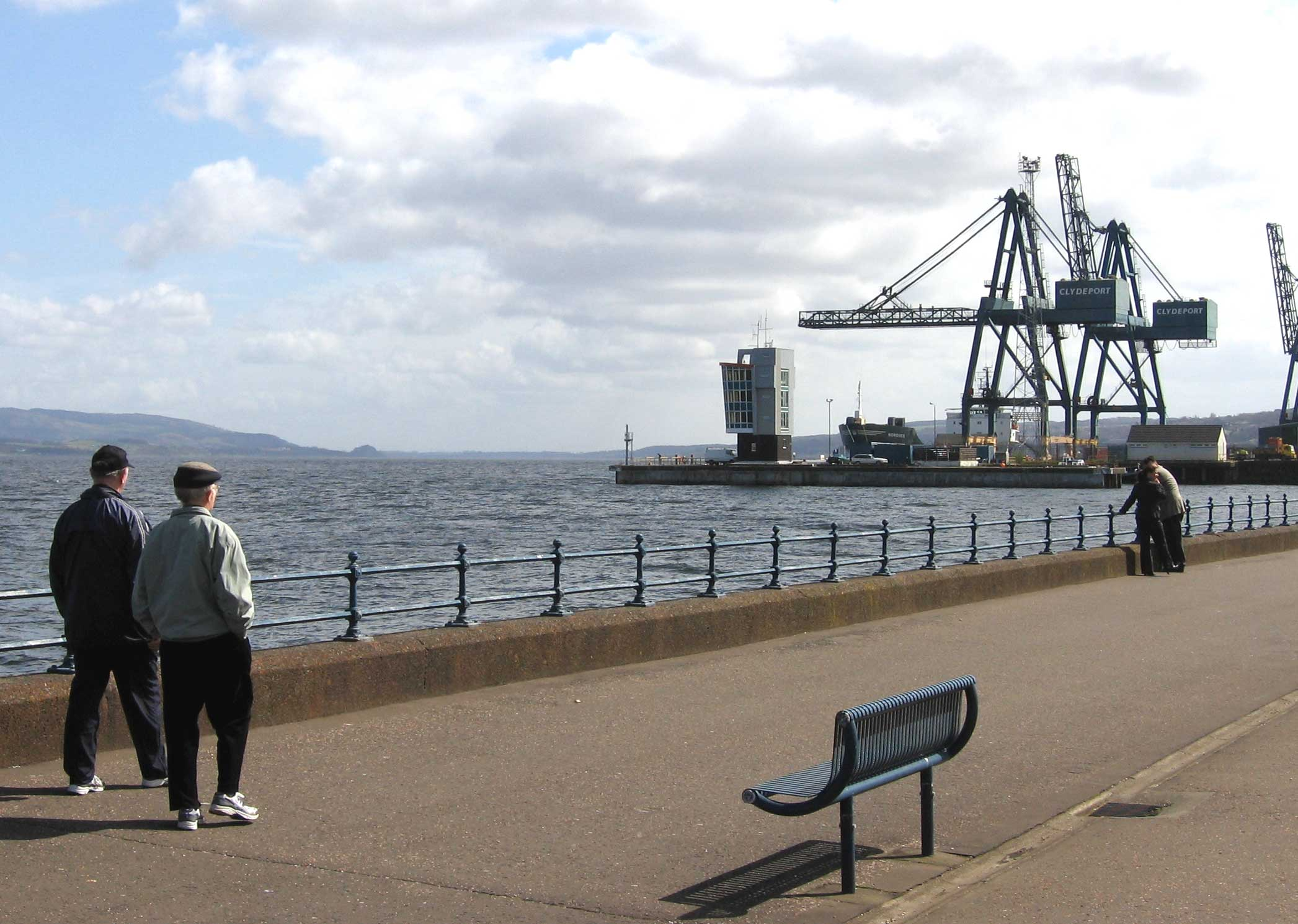
Küstenpromenade von Greenock mit dem Ocean Terminal im Hintergrund
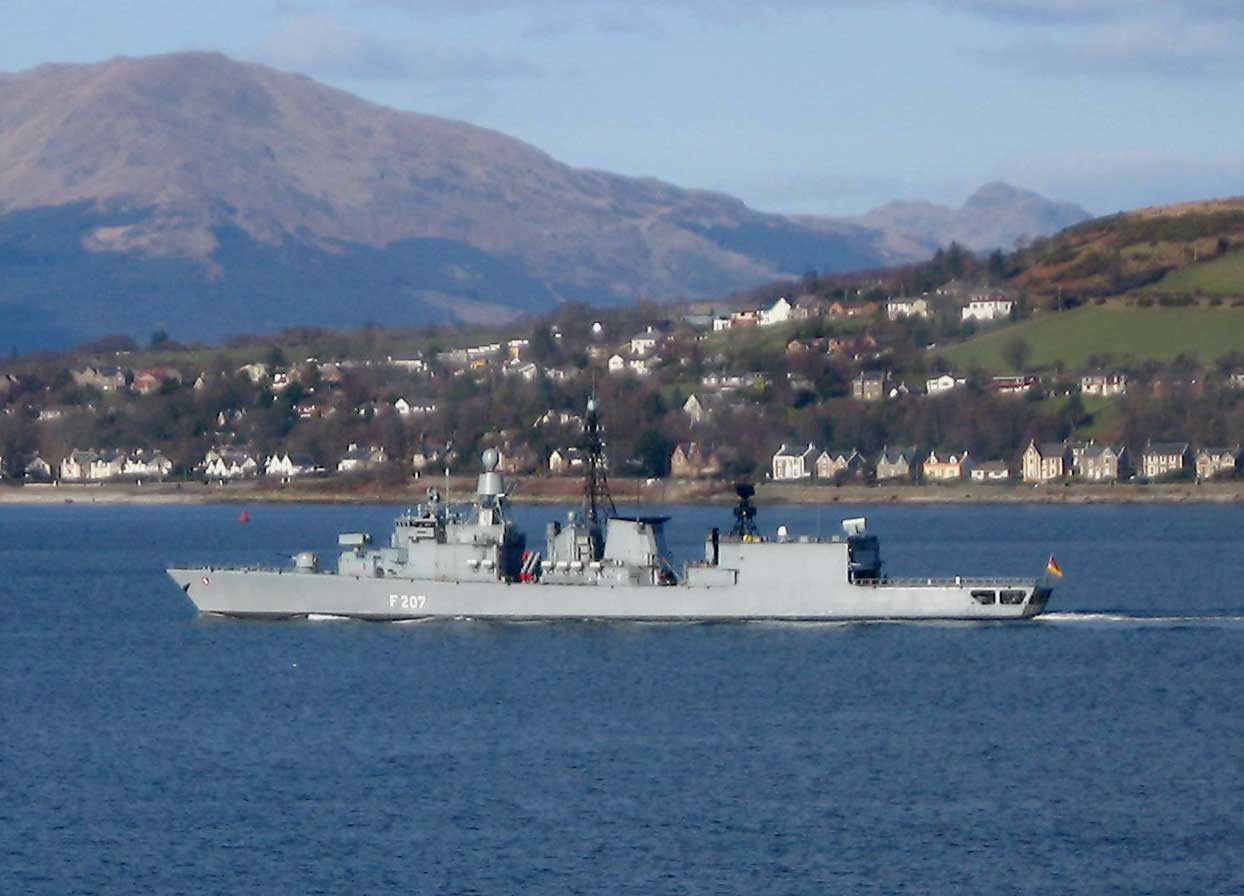
Die Fregatte Bremen der Deutschen Marine bei Kilcreggan

## Geschichte
Der Firth of Clyde war schon in vorgeschichtlicher Zeit eine wichtige Schifffahrtsroute. Die Schlacht von Largs im Jahr 1263 beendete die Herrschaft der Wikinger im Westen Schottlands. Im viktorianischen Zeitalter entwickelte sich die Gegend zu einem beliebten Ausflugsziel der Einwohner von Glasgow. Diese reisten mit Dampfschiffen 'doon the watter' (Scots: den Fluss runter) zu den Städten und Dörfern am Firth. Einige Städtchen wie Largs, Dunoon und Rothesay florierten durch den Bau repräsentativer Ferienhäuser und entwickelten sich zu touristischen Zentren mit Hotels und zahlreichen Attraktionen. Der letzte Vertreter der Clyde-Steamer-Dampfschiffe, die PS Waverley, verkehrt noch heute zwischen den einzelnen Küstenstädten. 1942 wurde während des Zweiten Weltkriegs im Rahmen der Operation Pluto zum ersten Mal eine auf dem Meeresboden verlaufende Ölpipeline verlegt. In den Jahren 1944/45 war hier der Ausgangs- oder Endpunkt einiger Nordmeergeleitzüge, wie dem JW 64, JW 65 und dem RA 66.
Die Werften in Greenock und Port Glasgow spielten eine bedeutende Rolle. Die PS Comet war das erste Dampfschiff Europas und weit ins 20. Jahrhundert hinein war hier ein Großteil der weltweiten Schiffsproduktion konzentriert. In jüngerer Zeit wurde die natürliche Schönheit des Firth an einigen Stellen durch eine Konzentration von industriellen und militärischen Anlagen beeinträchtigt, darunter die Ölkraftwerke von Hunterston und Inverkip. Die Schiffbauindustrie hat stark an Bedeutung verloren, nur eine einzige Werft ist übriggeblieben. Das Garvel-Trockendock in Greenock bleibt für Reparaturarbeiten in Betrieb, während das Inchgreen-Trockendock in Port Glasgow nur noch sporadisch genutzt wird. Das Gelände der ehemaligen Greenock-Schiffswerft ist Teil eines Regenerationsprojekts.

## Meeresfauna
Häufig vorkommende Tierarten im Firth of Clyde sind Seehund, Kegelrobbe und Gewöhnlicher Schweinswal. Weniger zahlreich sind Delfine, doch wurden diese im Sommer 2005 im inneren Bereich des Firth gesichtet. Große Wale scheinen diese Gewässer nicht zu bevorzugen, nur Grindwale und Zwergwale werden regelmäßig beobachtet. Nach der Meerenge The Minch in den Äußeren Hebriden besitzt der Firth of Clyde die zweitgrößte Population von Riesenhaien. Diese scheinen vor allem die warmen, seichten Gewässer um die kleine Insel Pladda zu bevorzugen.
Früher wurde im Firth intensiv gefischt. Die einzigen Arten, deren Fang sich heute noch kommerziell lohnt, sind Garnelen, Hummer und Heringe. Die Universität Glasgow und die Universität London betreiben auf Great Cumbrae eine Meeresbiologiestation.

## Schifffahrt
Sowohl der Firth of Clyde als auch der Fluss Clyde waren bedeutende Zentren des Schiffbaus. Es gab Werften in Renfrew, Greenock, Port Glasgow und Troon sowie einen bedeutenden Bootsbaubetrieb in Fairlie. Die Ferguson Shipyard neben dem Newark Castle ist eine der letzten übriggebliebenen, privat betriebenen Werften in Schottland. In Port Glasgow befindet sich eines der weltweit größten Trockendocks mit einer Länge von 305 Metern und einer Breite von 44 Metern.
Der Tiefgang im Firth of Clyde ist groß genug, dass hier die weltweit größten Frachtschiffe verkehren können. Aus diesem Grund gehört der Clyde zu den wichtigsten Häfen Großbritanniens; jährlich werden rund 7,5 Millionen Tonnen Güter umgeschlagen. Der Greenock Ocean Terminal ist Ausgangspunkt zahlreicher Kreuzfahrtschiffe.
Die Hafengesellschaft Clydeport, die Bezirksverwaltung von North Ayrshire und die Wirtschaftsförderungbehörde Scottish Enterprise planen neben dem bereits bestehenden Erzverladeterminal in Hunterston einen Tiefseehafen für Containerschiffe; die Kosten sollen rund 200 Millionen Pfund betragen. Dadurch würde der Clyde zu einem der bedeutendsten Containerhäfen Nordeuropas. Erste Studien wurden bereits in Auftrag gegeben.
Zwölf Fährrouten verbinden die Inseln mit dem Festland, die meisten davon werden von Caledonian MacBrayne betrieben. Es gibt vier Leuchttürme bei Cloch Point, bei Toward Point, auf Little Cumbrae und auf Pladda.
Der Firth of Clyde wird auch von der Royal Navy genutzt. Am Ostufer des Gare Loch befindet sich die U-Boot-Basis Faslane-on-Clyde, im Marinedepot Coulport am Loch Long werden unter anderem die britischen Atomsprengköpfe für die Trident-U-Boote gelagert. Von Greenock aus operieren Schiffe der Royal Fleet Auxiliary und des Royal Maritime Auxiliary Service zur Unterstützung der Royal Navy.